# فأر متغاير جنوبي
فأر متغاير جنوبي (الاسم العلمي: Heteromys australis) (بالإنجليزية: Southern spiny pocket mouse)‏ هو نوع من الحيوانات يتبع جنس الفأر المتغاير من فصيلة الفئران المتغايرة. سمي هذا النوع بالجنوبي (باللاتينية: australis) نسبة إلى النصف الجنوبي للكرة الأرضية.